# クレビャーカ

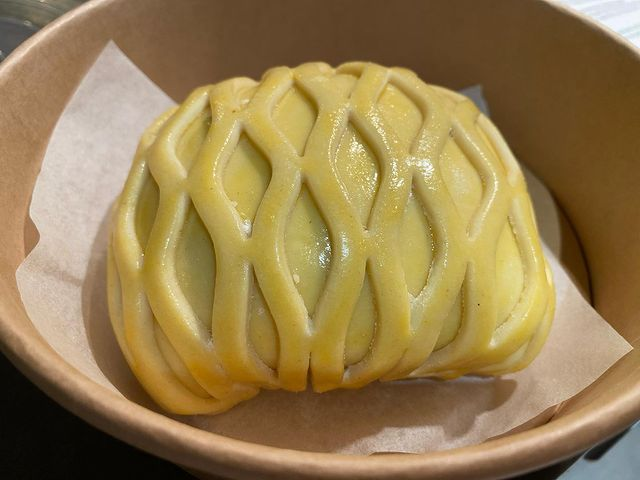
焼く前のサーモンのクレビャーカ

クレビャーカ（ロシア語: кулебяка）またはクーリビヤック、クルビヤック（coulibiac）は、ロシア料理のピロークの一種で、ブリオッシュやパフペイストリーの中に、サーモンまたはチョウザメ、コメまたはソバ、固ゆで卵、キノコ、タマネギ、イノンド等を詰める。
20世紀前半、著名なフランス人シェフのオーギュスト・エスコフィエがこれをフランスに持ち込み、このレシピを著書The Complete Guide to the Art of Modern Cookeryに入れた。
古典的なクレビャーカは、複数のフィリングが特徴である。しばしば、白身魚とコメを混ぜたものを上層と下層とし、チョウザメかサーモンのフィレを間に挟む。層が混ざらないようにブリヌイ（薄いパンケーキ）で仕切られる。最も珍しい具材の1つは、ヴェジガと呼ばれるチョウザメの脊髄である。
キャベツやジャガイモ等、ベジタリアン用のフィリングで作ることもある。